# 롯데월드타워의 사건 및 사고
롯데월드타워는 2014년 대한민국 서울에서 거의 유일하게 100층 이상의 건물로 건설되고 있는데다가, 완공 시에는 세계에서 5번째로 높은 빌딩이 되는 마천루이기 때문에, 건설 과정에서 사고도 발생했었다. 그 중 대표적인 내용들은 다음과 같다.

## 이슈

### 메가기둥, 피복 균열 논란
2013년 2월, 건물을 지탱하는 8개의 핵심 구조물인 메가 기둥의 겉표면에 11곳의 균열이 발생해 안전성 문제가 제기되었다. 균열이 발생하였고 원인은 용접열 때문인 것으로 알려졌다. 붕괴 우려는 없으나 보수·보강이 시급히 이뤄져야 한다는 결론이 나왔다.
상기 언급된 기둥에 나타난 균열은 내부 구조에 영향을 주지 않는다고 안정성 검토 진행 후 발표되었다. 핵심기둥과 8개의 메가칼럼이 연결되어 서로 지지할 수 있도록 아웃리거의 용접작업이 진행되면서 발생한 용접열에 의한 피복의 균열이며, 보강을 통해 피복이 다시 덮였다. 대한건축학회 건축표준설계기준위원회 위원장인 신성우 한양대 교수는 이날 서초구 대한건축학회에서 '잠실 제2롯데월드 타워동 메가컬럼(기둥) 균열 정밀안전진단 중간보고'을 갖고, "해당 기둥의 현장 시공이 계속되어도 전체 구조물의 안전성이나 구조진단을 위한 위험요소가 없다"며 이 같이 말했다.

### 시공법 관련
가운데 코어월(영어: Core Wall) 부분과 주변 메가기둥의 높이 차이는 3층에서 5층 이상 벌어지면 안된다. 그러나, 거푸집 낙하 사고가 일어난 2013년 6월 당시 높이 차이는 20층으로 벌어진 상태였다는 사실이 밝혀졌다. 다름이 아니라, 메가칼럼을 시공하는 하도급업체가 부도가 나면서 해당 메가칼럼 공사가 지지부진했던 것이 원인이었다. 이 때문에, 순수콘크리트로 메가기둥을 먼저 올리고 이후에 철골을 세우는 기존의 시공법에서 철골을 먼저 세운 뒤 메가기둥 콘크리트 공사를 나중에 진행하는 식으로 시공법을 바꿔 공사가 현재 진행 중이다.

### 석촌호수 수위변화
2013년 봄부터 석촌호수 수위가 눈에 띄게 줄어들어 11월까지 0.7m가량 낮아져 15만톤의 호숫물이 사라졌고 특히 여름에는 녹조현상에다 악취까지 발생했다. 제2롯데월드 공사가 원인이라는 우려가 있었지만 롯데월드타워는 건물 전체 주변부에 두께 1m, 깊이 27m의 콘크리트 차수벽을 암반까지 삽입하였기 때문에 주변 지하수가 유입될 가능성이 낮다는 분석이 있으며, 서울시와 송파구는 정확한 원인을 조사해 찾아내는 중이다.한편, 현재 석촌호수가 있는 자리는 이전 한강이 지나가는 물길이었으나, 토사가 쌓여 인공섬이 생기면서 송파강과 신천강을 이루는 샛강이 생기게 되었다. 1969년 한강 본류의 정비 개발 중 이 샛강을 매립하였으나, 일부는 남겨놓아진 부분이 바로 석촌호수다. 이런 이유로 물이 유입하는 곳이 없는데, 자연증발 발생, 지하 암반으로 물이 나가는 것도 발생하여 송파구청에서 한강물을 취수하며 관리하다가, 1986년 롯데월드가 매직아일랜드를 서호에 사용하면서부터 송파구청이 석촌호수 전체 관리를 롯데 측에 요청하여 현재는 롯데가 수위관리를 하고 있다.

### 석촌지하차도 싱크홀 논란
2014년 6월과 7월, 송파 먹자골목과 방산고등학교 근처에서 나타난 지반침하 현상은 노후화된 하수관이 파손된 것으로 서울시 발표를 통해 판명 났다. 서울시는 이와 관련하여 전국에서 나타나는 대부분의 도로침하현상(싱크홀)의 원인으로 하수관로 노후화를 꼽았다. 구체적 원인이 나오기 전까지 롯데월드타워가 잠실지역의 도로침하(싱크홀)에 영향을 미쳤다고 이야기해온 박창근 관동대 교수도 8월 27일 강동송파환경운동연합·송파시민연대·참여연대 등 시민단체가 개최한 '제2롯데월드 안전대책을 위한 시민공청회'에서 "싱크홀 문제 등이 계속 보도되면서 주민들에게 막연한 불안감이 생기고 있다"며 "제2롯데월드의 기초공사가 제대로 됐다면 싱크홀이 발생할 수 없고 무너질 일도 없을 것"이라고 말했다.
박 교수는 공학적 관점에서 '제2롯데월드' 붕괴 사고가 일어날 가능성은 낮다는 밝혔다. 그는 "지질도 등을 분석해보니 현장에 모래가 19m가량 쌓여있었는데 롯데측이 30~37m까지 터파기를 한 만큼 싱크홀이 생길 수 있는 모래층은 사라졌다고 본다"며 "123층의 거대한 빌딩 아래서 싱크홀이 생겨 기울어 질 수 있다는 것은 공학적으로 적절한 설명은 아니다"라고 설명했다.
다른 자문단에 속한 전문가도 "확정적으로 단정지을 수 없지만 제2롯데월드 붕괴와 같은 사고가 발생할 확률은 극히 낮다"고 말했다.

### 통제구역 및 보안 문제
2016년 3월 27일 우크라이나 출신 사진작가 비탈리 라스카로프(Vitaliy Raskalov)가 공사 중인 롯데월드타워에 몰래 침입한 뒤 인증 사진을 남겨 논란이 되었다. 그는 러시아 출신 사진작가 바딤 막호로프(Vadim Makhorov)와 온더루프라는 팀을 만들어 고층빌딩 혹은 유적 등에서 사진을 찍는데 이번에 그가 사진을 남긴 장소가 제2롯데월드의 출입통제 구역이기 때문이다. 특히 작년 11월부터 국내 기업 최초로 대테러팀을 가동해 24시간 근무를 실시하였고 사전에 그들이 침입하려 할 수 있다는 것을 알고 방비했음에도 손쉽게 당해 관계자들을 당혹시켰다.

## 건축 도중의 사고

### 거푸집 낙하 사고
2013년 6월 25일 오후 2시 53분, 43층 공사장에서 거푸집 작업 중이던 47세 김 모 씨가 자동상승거푸집(ACS) 구조물과 함께 21층 바닥으로 추락해 숨지고, 21층에서 다른 작업을 하고 있던 나 모 씨 등 5명이 구조물 파편에 맞아 다쳤다. 사고 발단이 된 자동상승거푸집은 자체 발판에서 거푸집·철근·콘크리트 작업을 할 수 있는 기술로 롯데건설이 세계 최초로 도입해 적용한 것으로 전해졌다.

### 쇠파이프 낙하 사고
2013년 10월 1일 11층 공사장에서 기둥 거푸집 해체 작업 중 쇠파이프가 약 50m 아래 지상으로 떨어져 잠실역 10번 출구 지붕 일부가 파손되고 인근을 지나던 행인 1명이 충격으로 병원에서 진료를 받았다.

### 화재 사고
2014년 2월 16일 오전 0시 2분쯤, 47층 공사장에 설치된 자재 보관용 컨테이너 박스에서 용접 불꽃으로 인한 화재가 발생하여 약 7만원 어치의 자재를 태우고 25분 만에 진화되었다. 인명피해는 발생하지 않았으나, 사건 조사를 위하여 약 1주일 간 '47층' 공사가 중단된 바가 있다.

### 고압 파이프
2014년 4월 8일 오전 8시 무렵 엔터테인먼트 동 옥상에서 고압 파이프 뚜껑이 압력에 의해서 튕겨나가 1명의 사망자가 발생하였다.

## 기타

### 관광객 감소
2014년 10월 여러 상업 시설이 오픈 한 초기에는 하루 평균 10만명의 관광객이 방문하고 있었지만, 계속되는 건설에 관련된 사건·사고 보도와 서울시의 엄격한 주차 규제와 높은 주차 요금 영향으로 12월에는 하루 평균 7만명. 2015년 1월에는 하루 평균 5만 3천명에 손님이 떨어지고 있다.

### 히데 야마모토 폐점
2015년 2월 11일 일본 요리점 히데 야마모토가 출점에서 3개월 만에 폐점. 5년 계약을 맺고 있었지만 수족관과 영화관의 영업 정지 등 사건·사고 다발에 의해 손님이 멀어진 것이 원인이다.

### 내점 고객 감소
2015년 2월 25일 내점 고객 감소에 따라 임대료의 가격 인하를 발표했다. 세입자 입주 후 5개월의 임대료를 30% 감소. 직원이 개업 당초보다 1000명 감소되었다.

### 엘리베이터 사고
2017년 3월 19일 개장이 멀지 않은 22일 개장을 앞두고 엘리베이터가 멈추는 사고가 발생했다. 39명이 25분간 갇혔다가 구조되었다. 그리고 전망대 개장 연기이며 4월 3일에 개장하였다.

### 롯데월드타워 외벽 등반
2018년 6월 6일 알랭 로베르가 외벽을 75층까지 등반하다 체포됐다.

### 시그니엘 거주자 갑질 및 폭언 사건
2020년 6월 24일 COVID-19 관련으로 거주민이 갑질 및 폭언을 하는 사건이 발생했다.

### 무단등반
2023년 6월 12일 영국인이 외벽을 72층까지 등반했다. 건조물 침입 혐의로 체포했다.

### 허위신고
123층 중에 100층에 위치한 호텔에 그 물질이 있다고 허위신고를 하였다.

## 같이 보기
- 롯데월드타워
- 롯데월드몰